# CTCF
転写抑制因子CTCF（別名: CCCTC結合因子（CCCTC-binding factor）、11-zinc finger protein）は、ヒトではCTCF遺伝子にコードされる転写因子である。CTCFは、転写の調節、インスレーター活性、V(D)J組換え、クロマチン構造の調節など、多くの細胞過程に関与する。

## 発見
CCCTC結合因子もしくはCTCFは、ニワトリのc-myc遺伝子の負の調節因子として発見された。このタンパク質は規則的に配置された3つのリピート配列に結合することが判明し、そのコア配列はCCCTCであったためCCCTC結合因子と名付けられた。

## 機能
CTCFの主要な機能は、クロマチンの三次元構造の調節であると考えられている。CTCFはDNAの鎖を束ねてクロマチンのループを形成し、核ラミナのような細胞構造へDNAを固定する。また、CTCFは活性なDNA領域とヘテロクロマチン領域の境界の決定も行う。
DNAの三次元構造は遺伝子の調節に影響するため、CTCFの活性は遺伝子発現に影響する。CTCFは、エンハンサーとプロモーター間の相互作用を防ぐインスレーター活性の主要な部分を占めていると考えられている。CTCFの結合によって遺伝子発現の促進と抑制のどちらも引き起こされることが示されている。CTCFがループ形成によってのみ遺伝子発現に影響を与えているのか、それとも他の未知の活性が存在するのかは不明である。

## 活性
CTCFの結合は、下に示すように多くの影響を与えることが示されている。それぞれの場合で、CTCFが直接的に変化を引き起こすのか、間接的に（特にループ形成によって）引き起こすのかは不明である。

### 転写調節
CTCFはIGF2遺伝子の抑制に重要である。CTCFはH19インプリンティング制御領域とDMR-1（differentially-methylated region 1）、MAR3（matrix attachment region 3）に結合して抑制を行う。
CTCFの標的配列エレメントへの結合によってエンハンサーとプロモーター間の相互作用が防がれ、エンハンサー活性は特定の機能ドメイン内に限定される。エンハンサーのブロックの他に、CTCFはヘテロクロマチン構造の拡大を防ぐ障壁としても機能する。

### クロマチン構造の調節
CTCFは互いに物理的に結合してホモ二量体を形成し、それによってDNAのループが形成される。CTCFは核ラミナに結合しているDNA領域の境界にも頻繁に出現する。クロマチン免疫沈降（ChIP）とその後のChIP-seqによって、CTCFはゲノム全域にわたってコヒーシンと共局在し、遺伝子調節機構とクロマチンの高次構造に影響を与えていることが判明した。

### RNAスプライシングの調節
CTCFはmRNAのスプライシングに影響を与えることが示されている。

## DNA結合
CTCFは CCGCGNGGNGGCAG というコンセンサス配列に結合する。この配列はCTCFが持つ11個のジンクフィンガーモチーフによって決定される。CTCFの結合は結合配列のCpGメチル化によって阻害される。
19種類の細胞（12種類の正常細胞と7種類の不死化細胞）には平均して55,000箇所、総計で77,811箇所のCTCF結合部位が存在するという報告がなされている。CTCFの複数の配列に結合する能力はジンクフィンガーをさまざまな組み合わせで用いることで可能になっており、「多価タンパク質」としての性質を獲得している。30,000以上のCTCF結合部位が同定されているという報告もなされている。ヒトゲノムは細胞種に応じて15,000から40,000のCTCF結合部位を含んでおり、CTCFが広範に遺伝子調節に利用されていることが示唆される。加えて、CTCFの結合部位はヌクレオソームを配置するアンカーとしても機能しており、さまざまなゲノム上のシグナルのアラインメントにCTCF結合部位を利用した場合には、近接するヌクレオソームが容易に同定される。一方、高分解能でのヌクレオソームのマッピングの研究においては、細胞種間でのCTCFの結合の差異はヌクレオソームの位置の違いによるものであることが示されている。一部の遺伝子では、メチル化によるCTCFの結合部位の喪失が男性不妊などのヒトの疾患に関係していることが判明している。

## タンパク質間相互作用
CTCF自身はホモ二量体を形成する。この活性はCTCFがループを形成する機構としての可能性の1つである。
CTCFはYボックス結合タンパク質1と相互作用することが示されている。また、CTCFはコヒーシンと共局在し、CTCFによって組織された抑制ループ構造が安定化される。

## 関連文献
- “CTCF is a uniquely versatile transcription regulator linked to epigenetics and disease”. Trends Genet. 17 (9):  520–7. (2001). doi:10.1016/S0168-9525(01)02366-6. PMID 11525835.
- “The novel BORIS + CTCF gene family is uniquely involved in the epigenetics of normal biology and cancer”. Semin. Cancer Biol. 12 (5):  399–414. (2003). doi:10.1016/S1044-579X(02)00060-3. PMID 12191639.
- “Genomic insulators: connecting properties to mechanism”. Curr. Opin. Cell Biol. 15 (3):  259–65. (2004). doi:10.1016/S0955-0674(03)00039-5. PMID 12787766.
- “Epigenetic boundaries of tumour suppressor gene promoters: the CTCF connection and its role in carcinogenesis”. J. Cell. Mol. Med. 10 (3):  554–68. (2007). doi:10.1111/j.1582-4934.2006.tb00420.x. PMC 3933142. PMID 16989720.
- “The zinc finger protein CTCF binds to the APBbeta domain of the amyloid beta-protein precursor promoter. Evidence for a role in transcriptional activation”. J. Biol. Chem. 272 (52):  33353–9. (1998). doi:10.1074/jbc.272.52.33353. PMID 9407128.
- “A widely expressed transcription factor with multiple DNA sequence specificity, CTCF, is localized at chromosome segment 16q22.1 within one of the smallest regions of overlap for common deletions in breast and prostate cancers”. Genes Chromosomes Cancer 22 (1):  26–36. (1998). doi:10.1002/(SICI)1098-2264(199805)22:1<26::AID-GCC4>3.0.CO;2-9. PMID 9591631.
- “The protein CTCF is required for the enhancer blocking activity of vertebrate insulators”. Cell 98 (3):  387–96. (1999). doi:10.1016/S0092-8674(00)81967-4. PMID 10458613.
- “An element in the region responsible for premature termination of transcription mediates repression of c-myc gene expression by thyroid hormone in neuroblastoma cells”. J. Biol. Chem. 275 (2):  1307–14. (2000). doi:10.1074/jbc.275.2.1307. PMID 10625678.
- “Transcriptional repression by the insulator protein CTCF involves histone deacetylases”. Nucleic Acids Res. 28 (8):  1707–13. (2000). doi:10.1093/nar/28.8.1707. PMC 102824. PMID 10734189.
- “Methylation of a CTCF-dependent boundary controls imprinted expression of the Igf2 gene”. Nature 405 (6785):  482–5. (2000). doi:10.1038/35013100. PMID 10839546.
- “CTCF mediates methylation-sensitive enhancer-blocking activity at the H19/Igf2 locus”. Nature 405 (6785):  486–9. (2000). doi:10.1038/35013106. PMID 10839547.
- “Physical and functional interaction between two pluripotent proteins, the Y-box DNA/RNA-binding factor, YB-1, and the multivalent zinc finger factor, CTCF”. J. Biol. Chem. 275 (38):  29915–21. (2000). doi:10.1074/jbc.M001538200. PMID 10906122.
- “CTCF, a candidate trans-acting factor for X-inactivation choice”. Science 295 (5553):  345–7. (2002). doi:10.1126/science.1065982. PMID 11743158.
- “HMGB1 interacts with many apparently unrelated proteins by recognizing short amino acid sequences”. J. Biol. Chem. 277 (9):  7021–8. (2002). doi:10.1074/jbc.M108417200. PMID 11748221.
- “Tumor-associated zinc finger mutations in the CTCF transcription factor selectively alter tts DNA-binding specificity”. Cancer Res. 62 (1):  48–52. (2002). PMID 11782357.
- “Multiple nucleosome positioning sites regulate the CTCF-mediated insulator function of the H19 imprinting control region”. Mol. Cell. Biol. 22 (10):  3339–44. (2002). doi:10.1128/MCB.22.10.3339-3344.2002. PMC 133793. PMID 11971967.
- “Conserved CTCF insulator elements flank the mouse and human beta-globin loci”. Mol. Cell. Biol. 22 (11):  3820–31. (2002). doi:10.1128/MCB.22.11.3820-3831.2002. PMC 133827. PMID 11997516.